# Can Martinet Rei
Can Martinet Rei és una obra de Maçanet de la Selva (Selva) inclosa a l'Inventari del Patrimoni Arquitectònic de Catalunya.

## Descripció
Edifici de dues plantes i coberta a dues aigües a façana. Té cinc obertures amb muntants i llindes monolítiques de granit.
Consta d'un conjunt de dues cases, una de les quals (nº 41) és més àmplia que l'altra (nº 39). D'entre totes les obertures de pedra treballada destaca la de la part dreta del primer pis. Consta de motllures a l'ampit, als laterals i a la llinda de notable feina de picapedrer.

## Història
Una de les finestres del primer pis té una inscripció de 1563, encara que deu ser recollida i conservada d'alguna reforma posterior del segle xviii.